# Polybia minarum
Polybia minarum är en getingart som beskrevs av Adolpho Ducke 1906. Polybia minarum ingår i släktet Polybia och familjen getingar. Inga underarter finns listade i Catalogue of Life.